# 레이디스 프럼 켄터키
}}
레이디스 프럼 켄터키(The Lady's From Kentucky)는 미국에서 제작된 알렉산더 홀 감독의 1939년 영화이다. 엘렌 드류 등이 주연으로 출연하였다.

## 출연

### 주연
- 엘렌 드류
- 휴 허버트

### 조연
- 자수 피츠
- 루이스 베버스
- 포레스터 하비
- 에드워드 포리
- 길버트 에머리
- 스탠리 앤드류스
- 조지 앤더슨